# اعتلال الأوعية الدقيقة التخثري
اعتلال الأوعية الدقيقة التخثري (اختصارًا TMA) هو مرض يؤدي إلى تخثر الدم في الشعيرات الدموية والشرينات، بسبب حدوث أذية في البطانة الغشائية للأوعية الدموية. قد يترافق مع قلة الصفيحات وفقر الدم والفرفرية والقصور الكلوي.
تشمل اعتلالات الأوعية الدقيقة التخثرية الكلاسيكية متلازمة انحلال الدم اليوريمية وفرفرية نقص الصفيحات التخثرية. تشمل الحالات الأخرى التي يحدث فيها اعتلال أوعية دقيقة تخثري متلازمة انحلال الدم اليوريمي اللانمطي، والتخثر المنتشر داخل الأوعية، والنوبة الكلوية الناتجة عن تصلب الجلد، وفرط ضغط الدم الخبيث، ومتلازمة أضداد الفوسفوليبيد، والتسممات الدوائية مثل التسمم بمثبطات الكالسينورين.

## العلامات والأعراض
تعتمد التظاهرات السريرية لاعتلال الأوعية الدقيقة التخثري على النوع، ولكن تشمل عادةً: الحمى، وفقر الدم الانحلالي الناجم عن اعتلال الأوعية الدقيقة (تُشاهد الكريات المنفلقة في لطاخة الدم)، والقصور الكلوي، ونقص الصفيحات، والمظاهر العصبية. في العموم، تعد المضاعفات الكلوية سائدة بصورة خاصة في متلازمة انحلال الدم اليوريمية المرتبطة بسم الشيغيلا الزحارية (STx-HUS)، وفي متلازمة انحلال الدم اليوريمي اللانمطي، في حين تكون المضاعفات العصبية أكثر حدوثًا في فرفرية نقص الصفيحات التخثرية. قد يعاني الأفراد المصابون بأشكال معتدلة من فرفرية نقص الصفيحات التخثرية من حوادث عرضية متكررة، مثل النوبات وفقدان البصر. في الحالات الأكثر الخطورة من اعتلال الأوعية الدقيقة التخثري، وكذلك في حال تطور المرض دون علاج، قد يحدث قصور أو أذية في أعضاء متعددة، إذ يمكن أن تنتقل الخثرة الهيالينية وتصيب الدماغ والكليتين والقلب والكبد والأعضاء الرئيسية الأخرى.